# Innerslang

Fälg, slang och däck. Tvärsnitt av cykelhjul.

En innerslang är en luftfylld gummislang som finns inuti däck. Ordet "innerslang" är belagt i det svenska språket sedan 1894.